# Јомкипурски рат
Јомкипурски рат (познат још и као Рамазански рат или Октобарски рат) је вођен између Израела и коалиције арапских земаља под вођством Египта и Сирије од 6. до 26. октобра 1973. године. Рат је почео на дан јеврејског празника Јом кипур изненадним нападом Египћана и Сиријаца. Напали су Синај и Голан, које је Израел заузео 1967. године. Сукоб је окончан 22. октобра резолуцијом Савета безбедности Уједињених нација о прекиду ватре.

## Позадина
У септембру 1970. године арапски свет су уздрмала два догађаја - Међуарапски рат у Јордану и изненадна смрт египатског председника Насера. Насеровом смрћу завршена је једна ера у блискоисточним односима и деценија и по практичног панарабизма. На чело Египта дошао је дотадашњи потпредседник Анвар ал Садат, такође војни официр и истакнути члан војног режима. Садат је ублажио Насеров бескомпромисни став према Израелу и био је спреман да пристане на договор са Израелцима у замену за територије изгубљене у рату 1967. године. Међутим, Израел је одбио Садатову иницијативу као и Резолуцију 242 Уједињених нација којом је УН од Израела затражио враћање ратом освојених територија
Паралелно са дипломатским покушајима арапске државе су припремале и војно решење. Уз материјалну подршку Совјетског Савеза и финансијску помоћ Саудијске Арабије и Кувајта, Египат и Сирија су обнављали сопствене војне ефективе страдале у Шестодневном рату и током Рата исцрпљивања. У лето 1972. Садат је затражио од совјетских војних саветника напуштање Египта, остављајући тако себи већи маневарски простор за даље потезе. У октобру 1972. Садат је окупио Главни штаб и затражио стварање плана ограниченог војног напада на Израел. Покушај министра одбране Садека да спречи рат тврдњом да Египат још увек није способан да војно парира Израелу резултовао је његовом сменом. До пролећа 1973. у главним штабовима двеју арапских војски био је разрађен план напада на Израел прозван „операција Бадр”.
У Израелу је након уверљивог ратног тријумфа 1967. године владало уверење да је земља трајно сигурна од арапског напада. Израелска војна моћ, политичка разједињеност арапског света и три новостечене природне сигурносне препреке - Суецки канал, река Јордан и Голанска висораван - подржавале су израелску самоувереност због које је одбијан било који покушај размене територија за мир. За разлику од Египта и Сирије, Јордан и Либан су сматрани много мањом претњом израелској националној сигурности. У њима Тел Авив није видео претњу. Египат је за гомилање трупа у подручју Суецког канала искористио унапред најављену редовну годишњу војну вежбу. Упркос покретима египатских и сиријских јединица уздуж границе у лето 1973. као и низу других индиција, у израелском вођству и у обавештајним круговима процењено је да неће доћи до новог рата, односно да ће евентуални напад арапских војски бити успешно одбијен у почетној фази.

## Арапски напад
Напад арапских земаља почео је у послеподневним сатима 6. октобра 1973. на највећи јеврејски празник Јом кипур. Напад је почео у сразмерно неуобичајено доба дана јер су планери арапских војски знали да Израел након што падне мрак неће моћи да изведе већи противудар својим ваздухопловством. Египатска војска, потпомогнута мањим јединицама из Марока, Туниса и Судана, успешно је извела прелазак Суецког канала, а пешчане зидове Бар-Лев линије Египћани су релативно лако пробили снажним ватрогасним шмрковима. На северу је сиријска војска уз појачања једне ирачке дивизије и две бригаде из Саудијске Арабије напала подручје Голанске висоравни и скоро досегнула границе од пре рата 1967., док Јордан није учествовао у нападу. Знајући да Израел велики део своје војне моћи дугује снажном ваздухопловству, ПВО арапских земаља су биле размештене близу бојишта, чиме је парализовано израелско ваздухопловство и створен кишобран јединицама у напредовању. Први покушај противудара израелских оклопних јединица био је разбијен захваљујући лаком противоклопном оружју 9М14 Маљутка којим је била наоружана египатска пешадија. У Израелу је након првих вести са бојишта завладао шок.
Након почетног египатског успеха, одлуком председника Садата напредовање је заустављено на уској територији уз дуж Суецког канала, тако да није искоришћена почетна иницијатива. Разлози заустављања египатских тенкова уместо наставка напредовања преко Суецког канала према Израелу предмет су контроверзи, али сматра се да је најважнији разлози били: ограничен домет египатског против-ваздушног оружја изван чије заштите би египатски оклопне јединице постале лака мета израелских авиона и телефонска комуникација између Садата и америчког државног секретара Хенрија Кисинџера. Догађајима на ратишту у сваком је случају кумовала и лоша координација између сиријског и египатског врховног заповедништва, што је имало за последицу консолидацију израелских редова. Са почетком борби активирана су блоковска савезништва - Совјетски Савез је почео ваздушним путем да шаље ратни материјал Каиру и Дамаску, након чега су Сједињене Америчке Државе почеле да шаљу помоћ у ратном материјалу Израелу.
Око 48 сати након почетка борби мобилисано је више од половине израелских војних потенцијала, а за четири до пет дана спроведена је потпуна мобилизација, чиме су створени услови за почетак противнапада. Израелској офанзиви погодовало је египатско мировање на Синајском бојишту па је већи део снага неометано могао бити концентрисан на голанском бојишту према Сирији. До 14. октобра израелске јединице су на северу вратиле под своју контролу територију заузету претходних дана и продрле двадесетак километара дубоко у сиријску територију, чиме је Сирија избачена из рата.

### Окретање ратне среће
Након победе на северном бојишту, израелска команда прегруписала је своје јединице шаљући их на синајско бојиште. У ноћи 15. октобра израелске оклопне јединице, којима је заповедао Аријел Шарон, искористиле су слабо брањени простор између египатске 2. и 3. армије на подручју Горких језера на Синајском полуострву и ушле дубоко у територију који су држали Египћани. Дошли су до Суецког канала и прешли га. Након стварања мостобрана на западној обали канала, Израелци су напредовали египатском страном обале према граду Суецу, па су 21. октобра окружили целу египатску 3. армију. Израелским снагама је тиме био отворен пут до Каира. Египатска војска нашла се у тешкој позицији, суочена са могућношћу катастрофалног пораза и губитка целе армије на Синајском полуострву. 
У таквој ситуацији је амерички државни секретар Кисинџер отпутовао у Москву, где је са совјетским лидером Брежњевом договорио прекид ватре. Међутим, примирје је било прекинуто а Израел је наставио да стеже обруч око египатске армије. Совјетски Савез је Садату обећао да ће 3. армија бити сачувана и запретио да ће у случају наставка израелског напада послати у Египат своје ваздушно-десантне јединице. Москва је Сједињеним Америчким Државама предложила заједничку америчко-совјетску војну акцију у регији, што у Вашингтону није примљено са одобравањем. Никсон је у телефонском разговору покушавао да одврати Брежњева од војног ангажмана а истовремено је ставио америчке нуклеарне снаге у стање приправности, због чега су Совјети одустали од инсистирања на заједничком војном ангажману. Конфронтација Сједињених Америчких Држава и Совјетског Савеза око Јомкипурског рата била је највећи сукоб суперсила након завршетка Кубанске кризе.
- Голанско ратиште
- Синајско ратиште
- Операција Газела

На крају, 25. октобра 1973. Израел и Египат прихватили су прекид ватре, а почетком јануара су две стране потписале споразум којим је предвиђено израелско повлачење са Синајског полуострва и долазак снага УН на њихово место. Следио је споразум Израела и Сирије потписан у јуну 1974. и њиме је регулисао израелско повлачење са новоосвојеног дела Голанске висоравни на линију раздвајања из 1967. године.

## Последице
Рат 1973. године имао је велике унутрашњополитичке реперкусије у региону. Након што је истражна комисија у Израелу установила низ пропуста у припремању и вођењу рата, Голда Меир и њена влада су у априлу 1974. били присиљени да поднесу оставку. Египат је након потписивања Кемпдејвидског споразума од водеће арапске земље постао изопштеник арапског света па је избачен из Арапске лиге која је преселила своје седиште из Каира у Тунис. Међу исламским радикалима у Египту Садатово је приближавање Израелу било оцењено као чин националне издаје што је послужило као повод за атентат египатских војника на Садата 6. октобра 1981, на осму годишњицу почетка Јомкипурског рата.

## Наоружање
Арапске армије су имале већинско оружје совјетске производње, док је израелско било западног порекла. Арапски тенкови Т-62 су имали систем за ноћно гледање, што израелски тенкови нису имали.
| Type        | Арапске војске                                                    | Израел                                                                                   |
| ----------- | ----------------------------------------------------------------- | ---------------------------------------------------------------------------------------- |
| Тенкови     | Т-54 и Т-55, Т-62, Т-34 и ПТ-76                                   | Шерман, М48 Патон, М60 Патон, Центурион, AMX-30, и око 200 заплењених T-54, T-55 и ПТ-76 |
| Авиони      | МиГ-21, МиГ-19, МиГ-17, Су-7 Б, Ту-16, Ил-28, Ил-18, Ил-14, An-12 | А-4 Небески соко,F-4 фантом II, Мираж III, Мистер IV, ИАИ Нешер, Вотур                        |
| Хеликоптери | Ми-6, Ми-8                                                        | Супер Фрелон, СН-53, С-58, АБ-205, МД500 Бранитељ                                        |